# Corund
Corund là một xã thuộc hạt Harghita, România. Dân số thời điểm năm 2002 là 6180 người.